# Ibrahim Aldatow
Ibrahim Erikowitsch Aldatow (russisch Ибрагим Алдатов Ibragim Aldatow, ukrainisch Ібрагім Алдатов/Ibrahim Aldatow; * 4. November 1983 in Brut bei Beslan, Nordossetische ASSR, Russische SFSR, Sowjetunion) ist ein ukrainischer Ringer ossetischer Abstammung. Er wurde 2006 Weltmeister im Weltergewicht und 2013 im Mittelgewicht, jeweils im freien Stil.

## Werdegang
Ibrahim Aldatow wuchs in dem zu Russland gehörenden Nordossetien auf und begann dort 1996 als Jugendlicher mit dem Ringen. Er entwickelte für diese Sportart außergewöhnliches Talent und wurde von den Trainern Walentin Geschojew und Arthur Baschajew zu einem Weltklasseathleten im freien Stil ausgebildet. Er ist auch in deutschen Ringerkreisen gut bekannt, weil er seit der Saison 2012/13 für den KSV Köllerbach in der deutschen Bundesliga ringt.
Schon 1999 wurde er erstmals nordossetischer Meister und gewann in den folgenden Jahren einige stark besetzte Ringer-Turniere in Nordossetien, Dagestan und in der Ukraine. Da er in Russland infolge der starken Konkurrenz keine Möglichkeit sah, in die Nationalmannschaft der Freistilringer zu kommen, ging er in die Ukraine und wurde in Charkow ansässig. Dort wurde bzw. wird er von Elbrus Tedejew, Juri Teleschin u. Ruslan Saklochow trainiert. Seinen ersten Start bei einer internationalen Meisterschaft für die Ukraine absolvierte er im Jahre 2006 bei der Weltmeisterschaft im chinesischen Guangzhou. Als fast unbekannter Ringer schaffte er dabei auf Anhieb eine Überraschung und wurde mit fünf Siegen Weltmeister. In seinen beiden letzten entscheidenden Kämpfen besiegte er dabei Michail Ganew aus Bulgarien überlegen mit 9:0 Punkten und Ali Ashgar Bazrighaleh aus dem Iran mit 9:1 Punkten.
Bei der Europameisterschaft 2007 in Sofia gewann er im Weltergewicht zunächst über den Ungarn Gábor Hatos, unterlag aber in seinem nächsten Kampf gegen den Griechen Emzarios Bentinidis mit 2:6 Punkten. Da Bentinidis nicht das Finale erreichte, kam Aldatow auch nicht in die sog. Trostrunde und landete in der Endabrechnung auf dem 12. Platz. Weitaus erfolgreicher war er wieder bei der Weltmeisterschaft dieses Jahres in Baku. Nach vier Siegen erreichte er hier das Finale gegen seinen nord-ossetischen aber für Russland startenden Landsmann Machatsch Murtasalijew, dem er in einem harten Gefecht knapp mit 2:3 Punkten unterlag. Damit wurde er Vize-Weltmeister. Noch im selben Jahr kam es bei einem Wettkampf der russischen und ukrainischen Streitkräfte zum Revanchekampf gegen Murtasalijew, den Ibragim Aldatow nach Punkten gewann.
Bei der Europameisterschaft 2008 in Tampere traf Ibragim Aldatow gleich in seinem ersten Kampf erneut auf Machatsch Murtasalijew und verlor mit 1:4 Punkten relativ klar. Murtasalijew erreichte dann das Finale und so bekam Ibragim Aldatow die Chance, sich bis in das sog. kleine Finale, in dem es um die Bronzemedaille ging, vorzukämpfen. In diesem unterlag er aber Tschamsulwara Tschamsulwarajew aus Aserbaidschan nach Punkten und belegte den 5. Platz.
Bei der Europameisterschaft 2009 in Vilnius startete er erstmals im Mittelgewicht und erkämpfte sich in dieser neuen Gewichtsklasse eine Silbermedaille. Bei der Weltmeisterschaft 2010 in Moskau unterlag er nach drei gewonnenen Kämpfen im Halbfinale gegen den Weltmeister von 2009 Sajurbek Sochijew aus Usbekistan und unterlag im Kampf um die Bronzemedaille dem Kubaner Reineris Salas Perez. 2011 erreichte Ibragim Aldatow bei der Europameisterschaft in Dortmund mit einem Sieg und einer Niederlage gegen Scharif Scharifow aus Aserbaidschan nur den 11. Platz. Bei der Weltmeisterschaft in Istanbul war er aber wieder in hervorragender Form. Er besiegte dort im Mittelgewicht Piotr Ianulow, Amarhadschi Magomedow, Belarus, Dato Marsagischwili, Georgien und Armands Zvirbulis, Lettland. Erst im Endkampf verlor er gegen Scharif Scharifow knapp nach Punkten (0:2 Runden, 0:3 Punkte) und wurde damit wieder Vize-Weltmeister.
Wegen der Vorbereitung auf die Olympischen Spiele in London war er 2012 bei der Europameisterschaft nicht am Start. Bei den Spielen in London traf er in der ersten Runde auf den Ex-Weltmeister Sajurbek Sochijew aus Usbekistan, den er knapp nach Punkten (2:1 Runden, 7:6 Punkte) besiegen konnte. In seinem zweiten Kampf stand ihm der russische Meister Ansor Urischow gegenüber. Gegen diesen verlor er nach Punkten. Da Urischow aber nicht das Finale erreichte, schied Ibragim Aldatow aus und belegte den 9. Platz.
2013 nahm er auch wieder an der Europameisterschaft, die in Tiflis stattfand, teil. Er besiegte dort Magomedhadschi Chatijew, Aserbaidschan, verlor dann gegen Musa Murtasalijew aus Armenien. Da dieser in das Finale kam, konnte er in der Trostrunde weiterringen, in der er sich mit Siegen über Michael Bodnar aus der Slowakei und Piotr Ianulow aus Moldawien eine Bronzemedaille sicherte. Im September 2013 gelang ihm dann bei der Weltmeisterschaft in Budapest wieder ein ganz großer Erfolg. Er besiegte in Budapest Jewgeni Soltruk, Estland, István Veréb, Ungarn, Musa Murtasalijew, Murad Gaidarow, Belarus und im Finale Reineris Salas Peres aus Kuba, den er schon nach 4:19 Minuten mit technischer Überlegenheit von der Matte fegte und wurde damit sieben Jahre nach dem Gewinn des ersten Weltmeistertitels zum zweiten Mal Weltmeister.
Ibragim Aldatow gehört der ukrainischen Armee an und ist Mitglied von ZSKA Charkow, ist aber, wie fast alle Spitzenringer in den Nachfolgestaaten der Sowjetunion, praktisch Berufsringer.

## Internationale Erfolge
| Jahr | Platz | Wettbewerb                            | Gewichtskl. | Ergebnis |
| 2005 | 10.   | „Iwan-Jarygin“-Turnier in Krasnojarsk | Welter      | Sieger: Joe Williams, USA, vor Sergei Vilchowsky, Russland |
| 2006 | 3.    | Intern. Turnier in Kiew               | Welter      | hinter Soslan Tigijew, Usbekistan, und Ali Ajbazarow, Russland |
| 2006 | 1.    | WM in Guangzhou                       | Welter      | mit Siegen über Lee Armstrong, Australien, Soslan Tigijew, Krystian Brzozowski, Polen, Michail Ganew, Bulgarien, und Ali Ashgar Bazrighaleh, Iran                                                              |
| 2007 | 12.   | EM in Sofia                           | Welter      | mit einem Sieg über Gábor Hatos, Ungarn, und einer Niederlage gegen Emzarios Bentinidis, Griechenland |
| 2007 | 2.    | WM in Baku                            | Welter      | mit Siegen über Aoun Karradi, Syrien, Miki Todorow, Makedonien, Gheorghiță Ștefan, Rumänien, und Iván Fundora, Kuba, und einer Niederlage gegen Machatsch Murtasalijew aus Russland                            |
| 2008 | 5.    | EM in Tampere                         | Welter      | mit einer Niederlage gegen Machatsch Murtasalijew, Siegen über Edgaras Voitechovskis, Estland und Suren Markosjan, Armenien, und einer weiteren Niederlage gegen Tschamsulwara Tschamsulwarajew, Aserbaidschan |
| 2009 | 2.    | EM in Vilnius                         | Mittel      | mit Siegen über Iwan Jankowski, Belarus, Gökhan Yavaşer, Türkei, und Radoslaw Marcinkewicz, Polen, und einer Niederlage gegen Soslan Kzojew, Russland                                                          |
| 2010 | 5.    | Golden-Grand-Prix in Krasnojarsk      | Mittel      | hinter Abdussalam Gadissow, Ansor Urischew, Georgi Rubajew und Soslan Kzojew, alle Russland |
| 2010 | 8.    | EM in Baku                            | Mittel      | nach einem Sieg über Piotr Ianulow, Moldawien und seiner Niederlage gegen Michail Ganew, Bulgarien |
| 2010 | 5.    | WM in Moskau                          | Mittel      | mit Siegen über Jaime Yusept Espinal, Puerto Rico, Ricardo Robertty Moreno, Venezuela, und Dato Marsagischwili, Georgien, und Niederlagen gegen Sajurbek Sochijew, Usbekistan, und Reineris Salas Perez, Kuba  |
| 2011 | 11.   | EM in Dortmund                        | Mittel      | nach einem Sieg über Andrea Sorbello, Italien, und einer Niederlage gegen Scharif Scharifow, Aserbaidschan |
| 2011 | 1.    | Intern. Turnier in Kiew               | Mittel      | vor Raymond Jordan und Jonathan Reader, beide USA, und Gadschimurad Nurmagomedow, Armenien |
| 2011 | 2.    | WM in Istanbul                        | Mittel      | nach Siegen über Piotr Ianulow, Moldawien, Amarhadschi Magomedow, Belarus, Dato Marsagischwili und Armands Zvirbulis, Lettland, und einer Niederlage gegen Scharif Scharifow                                   |
| 2012 | 5.    | Intern. Turnier in Kiew               | Mittel      | hinter Dato Marsagischwili, Georgien, Achmed Magomedow, Russland, Iljas Chamikojew, Aserbaidschan, und David Bichinaschwili, Deutschland                                                                       |
| 2012 | 1.    | Schwarzmeer-Turnier in Odessa         | Mittel      | vor Dschambulat Zodadse, Ukraine, Piotr Ianulow und Amarhadschi Magomedow, Belarus |
| 2012 | 9.    | OS in London                          | Mittel      | nach einem Sieg über Sajurbek Sochijew, Usbekistan, und einer Niederlage gegen Ansor Urischew, Russland |
| 2013 | 3.    | Intern. Turnier in Kiew               | Mittel      | hinter Musa Murtasalijew, Armenien, und István Veréb, Ungarn |
| 2013 | 3.    | EM in Tiflis                          | Mittel      | nach einem Sieg über Magomedhadschi Chatijew, Aserbaidschan, einer Niederlage gegen Musa Murtasalijew, Armenien, und Siegen über Michael Bodnar, Slowakei, und Piotr Ianulow                                   |
| 2013 | 1.    | WM in Budapest                        | Mittel      | nach Siegen über Jewgeni Soltruk, Estland, István Veréb, Ungarn, Musa Murtasalijew, Murad Gaidarow, Ukraine, und Reineris Salas Perez, Kuba                                                                    |

## Erläuterungen
- OS = Olympische Spiele, WM = Weltmeisterschaft, EM = Europameisterschaft
- alle Wettkämpfe im freien Stil
- Weltergewicht, bis 74 kg, Mittelgewicht, bis 84 kg Körpergewicht